# Clorură de sebacoil
Clorura de sebacoil (sau diclorura de sebacoil) este o diclorură de acil cu formula chimică C10H16Cl2O2. 
Este un lichid galben cu un miros înțepător, solubil în hidrocarburi și eteri. Clorura de sebacoil este corozivă și ca toate clorurile de acil, hidrolizează rapid în apă, cu formare de acid clorhidric.
Clorura de sebacoil poate să reacționeze cu hexamtilendiamina, pentru a da polimerul nailon-6,10.